# Pułtusk

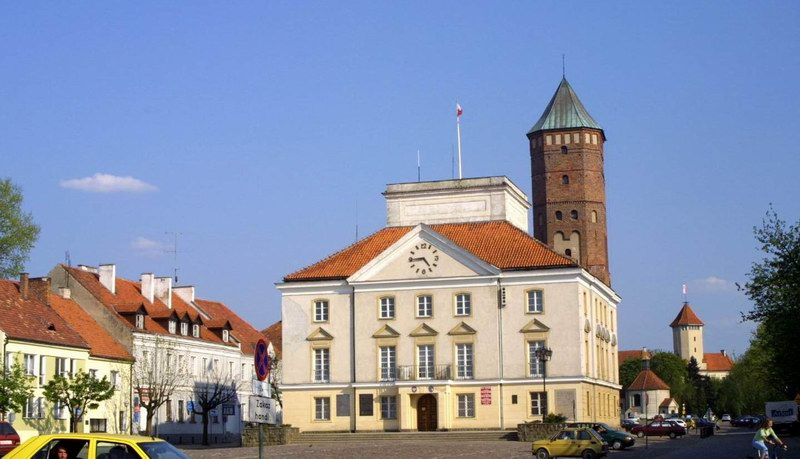
Rådhuset i Pułtusk

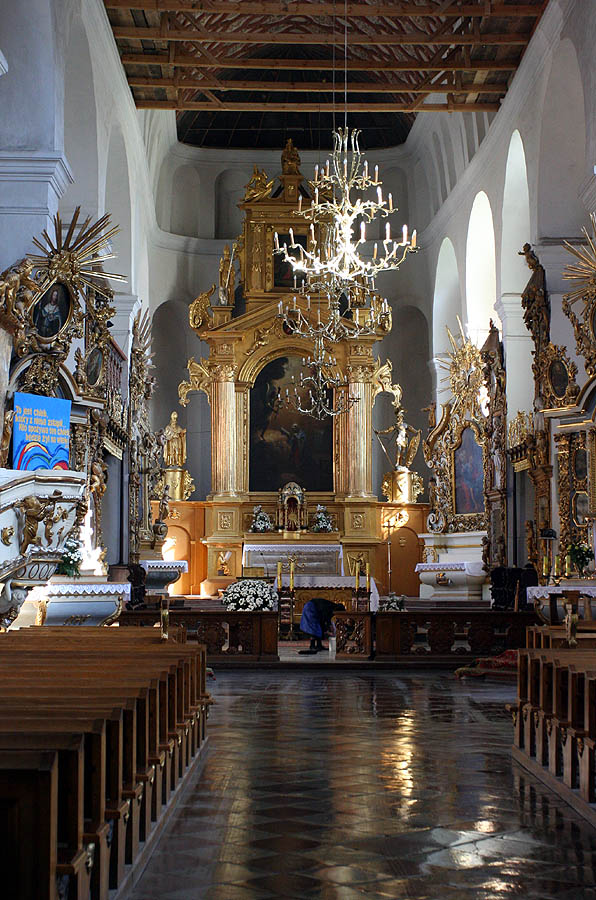
Zwiastowaniabasilikan (2005)

Pułtusk är en stad i Polen vid floden Narew, ca 60 km norr om Warszawa. Staden har ungefär 19 000 invånare. I Pułtusks centrum ligger marknadsplatsen som hävdas vara den längsta i Europa, ca 380 m. 
Staden grundades i mitten av 900-talet och förstördes nästan helt i en brand 1875. 
Vid staden har utkämpats ett par fältslag. 
- Slaget vid Pułtusk den 21 april 1703 då Karl XII besegrar mycket större saxiska trupper.
- Slaget vid Pułtusk den 26 december 1806 under Första Napoleonkriget då Napoleon I besegrar ryska trupper under befäl av Fredrik Vilhelm von Buxhoevden.